# Zuidelijke koolschildwants
De zuidelijke koolschildwants (Eurydema ventralis) is een wants uit de familie Pentatomidae.

## Uiterlijk
De wants heeft een lengte van ongeveer 10 mm. Ze zijn opvallend rood gekleurd met een zwarte tekening, maar er is ook wit-gele kleurvariëteit. In Italië wordt hij Čimice dei cavolfiori (bloemkoolschildwants) genoemd. Daar is hij met name schadelijk voor de bloemkoolteelt. Het connexivum (aan de zijkant zichtbare deel achterlijf) is bij de rode kleurvariëteit afwisselend rood en zwart geblokt. Bij de geel-witte variëteit is hij wit en zwart geblokt. Hij lijkt op de sierlijke schildwants ( Eurydema ornata) die onder de zwarte vlek op het corium (buitenste deel van de dekvleugels) een grijze veeg over het corium heeft, en de scharlaken schildwants (Eurydema dominulus), die een geheel rood corium zonder zwarte vlekken heeft.

## Verspreiding en habitat
Deze soort kan vooral worden gevonden in het zuidelijk deel van Europa. In Nederland is hij zeer zeldzaam.

## Leefwijze
De zuidelijke koolschildwants zuigt vooral op planten uit de kruisbloemenfamilie (Brassicaceae) en kan daar schade aanrichten. Hij komt soms ook voor op aardappelen en granen.
De volwassenen wantsen overwinteren.

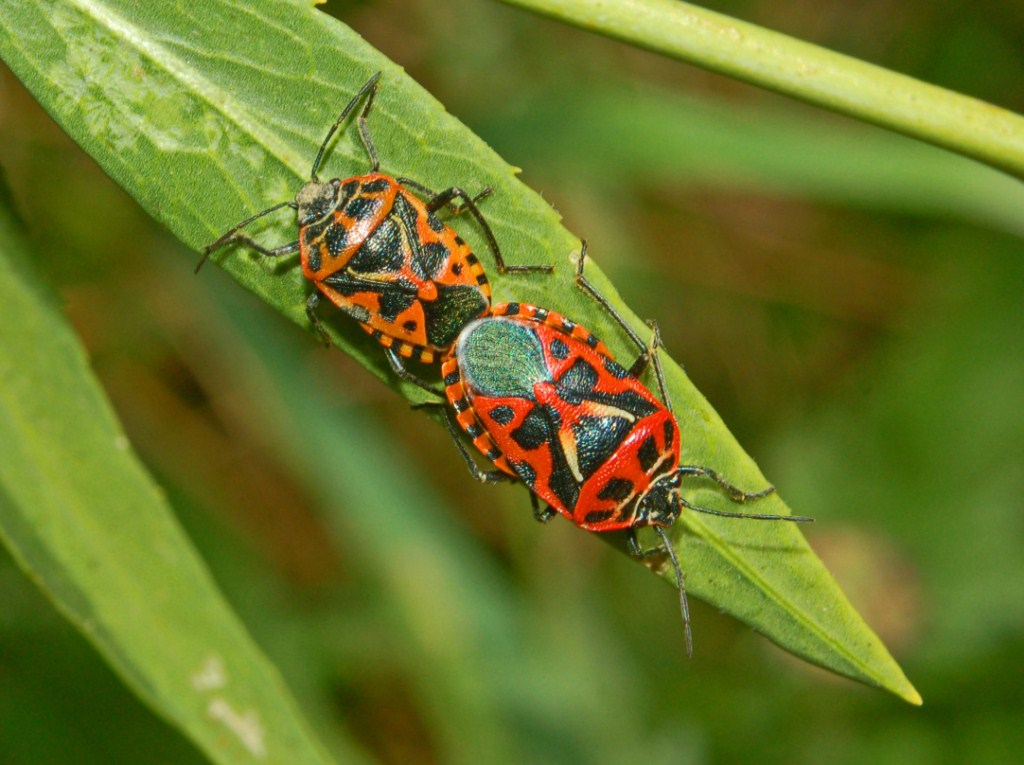
paring